# Jan III van Arkel (1275-1324)
Jan Herbaren III van Arkel (ca. 1275 - 24 december 1324) was heer van Arkel vanaf 1297 tot zijn dood.

## Biografie
Hij was een zoon van Jan II van Arkel en Bertrouda van Sterkenborg. Hij volgde zijn vader op in 1297, nadat deze gesneuveld was bij de slag van Vronen. Jan III breidde het Arkelse grondbezit verder uit en kocht landerijen in Holland en Brabant en was raadsman van bisschop Gwijde van Avesnes van Utrecht. In 1304 kreeg hij het grondbezit van de heren van Ter Leede, omdat de familietak was uitgestorven en de van Arkels eerste in lijn waren.
Van Arkel is in 1315 mee op veldtocht met Willem III van Holland in Vlaanderen, waar tegen de graaf van Vlaanderen werd gevochten nabij Kortrijk. In de periode 1317-19 wordt Van Arkel aangesteld als een soort van 'beschermheer' voor de nieuw gekozen bisschop Frederik van Sierck van Utrecht. Deze bisschop werd benoemd door Willem III van Holland, echter zijn de Stichtenaren hier niet blij mee en moet Van Arkel deze menigte bedwingen. In 1318 plundert de heer van Lienden met zijn volgelingen in de Neder-Betuwe en het Sticht, Van Arkel moet deze benden uitschakelen.
Hij stond hoog in de gunst bij Willem III van Holland en werd in 1321 belast om als scheidsrechter uitspraak te doen in de geschillen tussen Willem III van Holland en Jan I van Brabant. In de volgende jaren is Jan III niet meer in de gunst. Mogelijk is hij op de achtergrond gedrongen door Willem van Duivenvoorde. Ook in 1321 benoemt hij zijn oudste zoon tot drossaard van Ter Leede. Deze gaat als Jan van der Lede door het leven tot 1324 (na het overlijden van Jan III) wanneer hij zich gewoon weer Van Arkel noemt.
Jan is begraven in de Grote kerk van Gorinchem, bij zijn eerste vrouw Mabelia. Omdat zijn zoons nog te jong waren om te regeren, nam zijn broer Nicolaas van Arkel het voogdschap waar.

## Huwelijken en kinderen
Jan had een zeer turbulent huwelijksleven:
Jan huwde in 1293 een eerste maal met Mabelia van Voorne (1273 - 26 februari 1313), dochter van Albrecht van Voorne en Aleyd van Loon, met wie hij drie kinderen kreeg:
- onbekend, jong overleden
- Jan IV, (1305-1360)
- Mabelia of Margretha (ca. 1295 - 13 juni 1368), huwde met Gijsbrecht, heer van Eem (Eemkerk, een tegenwoordig verdronken dorp in de Groote of Hollandsche Waard). Als weduwe was ze actief voor de zakelijke belangen van haar halfbroer Jan en stichtte (of herstichtte) ze het Minderbroederklooster (Utrecht). Ze is begraven in de Dom van Utrecht. Haar dochter Hadewich Both van der Eem (ca. 1320 - voor 1371) trouwde met Wolfert III van Borselen.

Jan heeft Mabelia in 1305 verstoten, op 5 december 1305 gaf hij haar een inkomen uit de tienden van Leerdam. Mabelia is begraven in Gorinchem.
In 1310 had Jan III nog twee onwettige huwelijken gesloten, uit een van die huwelijken kwam Dirk Alras van Arkel.
Jan trouwde in 1314 voor de tweede keer, nu met Cunegonde van Virnenburg, met wie hij vier kinderen kreeg:
- Jan, bisschop van Utrecht en Luik, (1314-1378)
- Robrecht, heer van den Berghe, (1320-1347) was bevelhebber tijdens het Beleg van Utrecht (1345).
- Cunegonde (1321-1346), huwde met Jan, heer van Heusden,

Het huwelijk met Cunegonde vertoonde in 1323 grote scheuren, omdat ze met haar kinderen gevlucht was naar een klooster in Linschoten, waar ze in 1326 nog zat.

## Trivia
In 1844 nadat de Grote-Kruiskerk in Gorcum werd afgebroken en waar de huidige Grote kerk of toren staat, werd een grafmonument van Jan III van Arkel en zijn vrouw Mabelia van Voorne gevonden.